# Cascata de chocolate

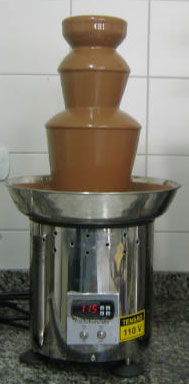
Cascata de chocolate

A cascata de chocolate é um equipamento desenvolvido para fazer jorrar em forma de cascata chocolate líquido previamente derretido que será utilizado para cobrir frutas ou outros itens em espetos, pratos ou potes.

## O que faz
A cascata de chocolate produz um fondue de chocolate mais concentrado do que as versões de fondue de panela porque o chocolate que se usa nas cascatas não é adicionado ao leite ou creme de leite (como nas tradicionais receitas de fondue) portanto o fondue produzido nas cascatas é com um chocolate mais puro.

Um grande diferencial das cascatas de chocolate é o fato das pessoas poderem interagir com o chocolate de uma maneira mais intensa ao colocar no chocolate jorrando espetos com frutas ou outros itens e essa característa da cascata de chocolate fez do equipamento um sucesso mundial de vendas e aprovação.
As cascatas de chocolate são produzidas em versões domésticas, mais simples de usar e com capacidade de chocolate de apenas 1 kg por carga, e em versões profissionais utilizadas por buffets, empresas de eventos, restaurantes e hotéis.

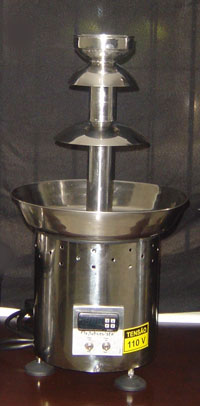
As quatro divisões

As cascatas de chocolate para uso doméstico são produzidas em sua grande maioria na China e feitas com materiais pouco resistentes ao uso mais intenso tais como: base de plástico, rosca interna de plástico moldado e motor de baixa potência.
As cascatas de chocolate profissionais por sua vez são produzidas em aço inox e possuem termostatos digitais para regular a temperatura. Existem fabricantes especializados em cascatas de chocolate profissionais principalmente nos Estados Unidos, Europa e Brasil.

## Partes do mecanismo
As cascatas de chocolate domésticas e profissionais se dividem nas seguintes partes:
1. Base da cascata onde ficam o motor e mecanismo de aquecimento e termostato.
2. Cuba da cascata onde o chocolate derretido é depositado.
3. Rosca interna que é acionada pelo motor para fazer o chocolate subir.
4. Torre da cascata por onde o chocolate sobe impulsionado pela rosca interna e cai sob ação da gravidade. Na torre da cascata se encontram os tiers ou estágios que servem para amortizar a queda do chocolate e impedir que o mesmo respingue para fora da cuba.

## Onde são utilizadas
As cascatas de chocolate profissionais são usadas em diversos eventos tais como: casamentos,  formaturas, batizados, eventos corporativos, pré-estréias, convenções, lançamento de produtos, festas de aniversário e uma infinidade de ocasiões nais quais pessoas recebem convidados para comemorar ou socializar.
As cascatas de chocolate fazem muito sucesso em eventos porque são consideradas elegantes, inovadoras, modernas e charmosas e porque oferecem uma grande quantidade de opções de sobremesa a um custo mais baixo.

## Com o que podem ser utilizadas
Nas cascatas de chocolate podem ser usados diversos tipos de chocolate tais como: chocolate ao leite, chocolate branco, chocolate meio amargo, blends de chocolate ao leite, branco ou meio amargo misturados em proporções diversas, chocolate especiais saborizados como chocolate de cappuccino, chocolate de morango, chocolate de laranja, chocolate de limão e também outras receitas incluindo receitas tradicionais de fondue de queijo.
Com as cascatas de chocolate podem ser selecionados diversos tipos de frutas e itens para serem cobertos com a calda de chocolate que jorra no equipamento: morango, banana, uva, kiwi, abacaxi, mexerica, waffle, marshmallow, biscoito champanhe, cokies, profiteroles, carolinas recheadas, banana-passa, damasco-seco, figo em compota, figo natural e mini-torrones entre outras opções.
As frutas e itens servidos com a calda da cascata de chocolate podem ser espetadas em palitos apropriados (espetos de madeira) e passados diretamente na calda que jorra da cascata ou servidos em pratos de louça ou potes descartáveis nos quais o chocolate, após ser retirado da cascata em conchas é depositado por cima das frutas e itens.

## Fabricantes no Brasil
No Brasil as cascatas profissionais foram lançadas pioneiramente pelas empresas Mr. Chocolate e Mr. Fondue, as mais especializadas no segmento, mas também a Metalúrgica Universal lançou uma versão nacional das cascatas.
As grandes cascatas de chocolate, com torres acima de 90 cm de altura e recomendadas para eventos grandes são conhecidas no exterior como "Catering Fountains" e no Brasil são oferecidas por várias empresas como Mr. Chocolate, Mr. Fondue e Chocolateiros Amor por Chocolate.